# Хаис, Иво
Иво Хаис (1918 — 1996) — чехословацкий биохимик, специалист по хроматографии.

## Биография
Родился в семье художницы Джулии, урождённой Тумовой (чеш. Julie, roz. Tůmová), сестра которой, Зденка Матесиусова (чеш. Zdenka Mathesiová), была актрисой и переводчицей. Окончил гимназию, изучал медицину в Праге. После закрытия университетов во время оккупации посещал курс повышения квалификации в промышленной школе, работал в больнице, а затем на фабрике в Dolní Měcholupy, где участвовал в производстве первого чешского пенициллина и изучал современные методы биохимических исследований. В 1947–1948 окончил Университетский колледж Лондона, где познакомился с методом хроматографии. По политическим причинам был преждевременно вызван обратно в Чехословакию. После возвращения работал в Институте исследований и контроля SPOFA, а также занимался фармакологией на медицинском факультете Карлова университета. С 1959 редактировал журнал «Журнал хроматографии» («Journal of Chromatography»). В 1961 переехал в Градец-Кралове, где работал в качестве главы департамента медицинской химии и биохимии. В 1965 прошёл хабилитацию. После ввода войск ОВД в Чехословакию покинул руководство департаментом, и через два года перешёл на фармацевтический факультет Университета Градец-Кралове, в 1990 стал профессором.
Являлся заядлым спортсменом, также занимался поэзией и изобразительным искусством (графика, резьба по дереву), участвовал в основании галереи на мосту в здании факультета. Был женат на докторе Милене, урождённой Карасковой (чеш. Milenou, roz. Karáskovou), у них было две дочери. Похоронен в исторической части Ольшанского кладбища.

## Публикации
Всего опубликовал порядка 300 научных работ, в числе которых труды по истории медицины.
- Хаис И. М., Мацек К. Хроматография на бумаге. Издательство иностранной литературы, 1962.